# Muttawa

La charia dans le monde
Pays membre de l'Organisation de la coopération islamique où la charia ne joue pas un rôle dans le système judiciaire.
Pays où la charia s'applique aux questions de statut personnel (mariage, divorce, héritage et autorité parentale).
Pays où la charia s'applique intégralement, aussi bien aux questions de statut personnel qu'aux procédures pénales.
Pays avec des variations régionales dans l'application de la charia.

La Muttawa (en arabe : مطاوعة) ou officiellement Hay'ah (en arabe : هيئة) est le nom de la police religieuse dans certains pays musulmans, dont le rôle est d'appliquer les principes de la charia dans la sphère publique.

## Activités par pays

### Afghanistan
Le ministère pour la Promotion de la vertu et la Répression du vice afghan est mis en place en 1992 sous le régime de Rabbani, puis renforcé par les Taliban dès 1996. Le ministère, alors dirigé par Maulvi Muhammad Qalamuddin, est chargé d'exécuter les peines prescrites (hudud) par la loi islamique (charia), notamment en ce qui concerne la lapidation des personnes reconnues coupables d'adultère (zina). À la chute de l'émirat islamique d'Afghanistan, le ministère disparaît, puis est réinstauré en 2003 sur décision de la Cour suprême afghane. En 2006, sous la présidence d'Hamid Karzai, il est intégré au ministère du Hajj et des Affaires religieuses (en) dirigé par Nematullah Shahrani (en),.

### Arabie saoudite
Le Comité pour la promotion de la vertu et la prévention du vice est créé en 1980 en Arabie saoudite. En 2015, ce dernier dispose d'environ 4000 agents. La police religieuse saoudienne fait respecter la charia dans l'espace public, ce qui passe par l'interdiction des comportements dits contraires aux mœurs comme l'homosexualité, la prostitution, le trafic de drogue. Elle veille à l'application des codes vestimentaires, des prescriptions alimentaires islamiques, des heures de fermeture de magasins durant les temps de prière. Elle opère des saisies de produits de consommation et des médias interdits considérés comme anti-islamiques.
En 2013, le Comité pour la promotion de la vertu et la prévention du vice émet notamment une fatwa autorisant les femmes à faire du vélo et de la moto.
Le 11 avril 2016, le Comité pour la promotion de la vertu et la prévention du vice est réformé par un décret du Conseil des ministres. Il perd toutes ses prérogatives exécutives et rôle d'intervention sur la voie publique, ne gardant que sa fonction de sauvegarde de la santé morale et religieuse dans l'espace public et sa capacité à reporter les contraventions observées à la Police d'État ou aux autorités compétentes.

### Iran
En Iran, plusieurs formes de police religieuse se sont succédé depuis la révolution iranienne. Depuis 2005, la brigade de police des mœurs est le principal organe de police religieuse dans le pays. Elle est chargée de faire observer les règles vestimentaires et comportementales, et a la capacité de réprimander, de verbaliser et d'arrêter les usagers dans l’espace public. Entre 2013 et 2014, plus de 200 000 personnes sont arrêtées et 2 millions de femmes ont reçu des avertissements parce qu'elles ne portaient pas convenablement le hijab. 
En 2016, une application mobile appelée Gershad est mise en ligne sur Google Play pour aider les utilisateurs à identifier et à éviter les patrouilles de la police religieuse. En 2017, le mouvement de contestation My Stealthy Freedom émerge au sein de la population féminine iranienne, caractérisée par des vidéos montrant les conditions d'arrestation de la police des mœurs postées sur les réseaux sociaux.

### Malaisie
L'autorité religieuse malaisienne est opérée par chaque État fédéral pour faire appliquer la Charia. Les officiers religieux ont le pouvoir d'arrêter les individus pour des atteintes à l'ordre public allant du non-respect du Ramadan ou de comportements déplacés entre les femmes et les hommes dans l'espace public. Malgré le fait que 2/3 de la population soit musulmane, l'Islam est la religion officielle du pays et les non-musulmans sont obligés de respecter un code de bonne conduite dans certains lieux,.

### Soudan
Au Soudan, la Police de l'ordre public (Public Order Police) est établie en 1993 pour faire appliquer la charia pour les musulmans dans l'ancienne région nord soudanaise, sous Omar el-Béchir. Elle est instaurée un an après la mise en application par le Gouvernement soudanais d'une loi de l'ordre public. En 2009, la Police de l'ordre public change de nom pour devenir le Service de police communautaire, chargé de la surveillance de l'ordre public, notamment des comportements individuels, de l'habillement et de la consommation d'alcool,.